# Loretokapelle (Tettnang)

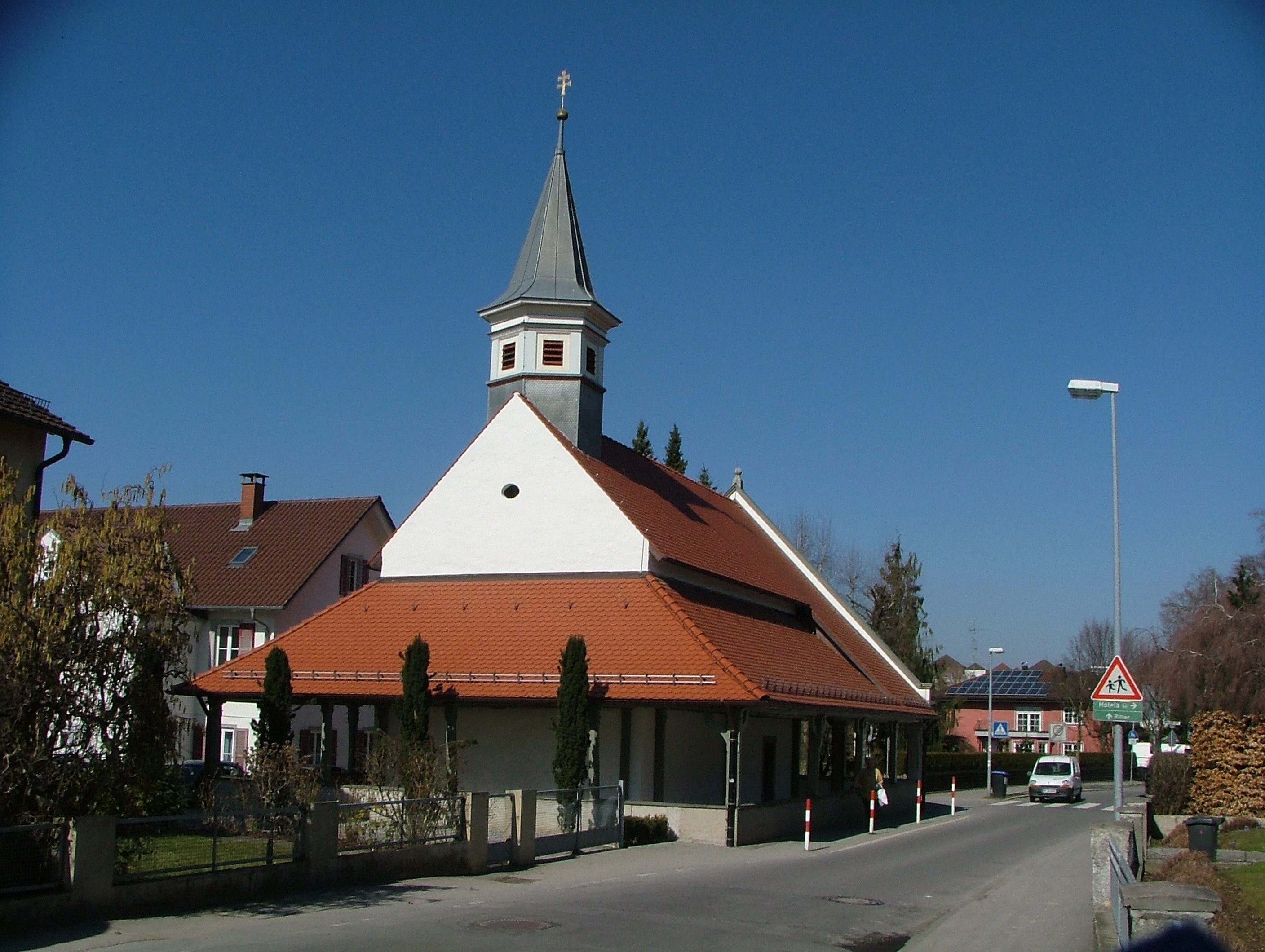
Blick auf die Kapelle

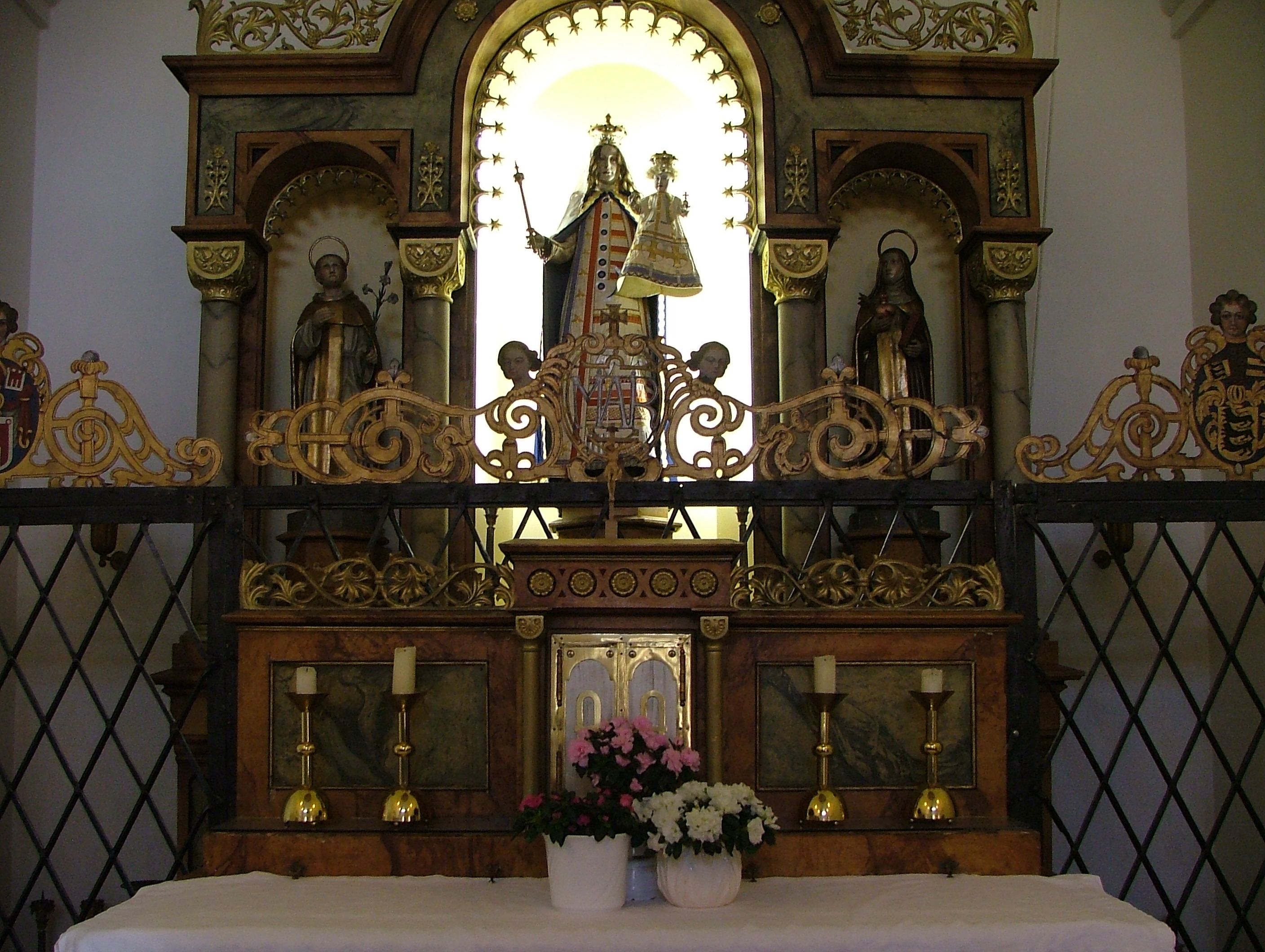
Der Altar im Inneren der Kirche

Die römisch-katholische Loretokapelle in Tettnang wurde während des Dreißigjährigen Kriegs zwischen 1624 und 1627 gebaut.

## Geschichte
Loretokapellen entstanden im 17. und 18. Jahrhundert im gesamten europäischen Verbreitungsgebiet des katholischen Glaubens. Sie sind baulich der Santa Casa im italienischen Wallfahrtsort Loreto nachempfunden und Orte der Marienverehrung. Die Loretokapelle in Tettnang ist wohl die älteste in Baden-Württemberg. 1624 stiftete die Gräfin Johanna Euphrosina von Montfort, geborene von Waldburg-Wolfegg auf Grund eines Gelübdes den Bau eines Heiligen Hauses.
Die Loretokapelle Tettnang ließ Gräfin Euphrosina von Montfort 1624 erbauen. Die kleine Kirche wurde 1627 eingeweiht. Sie wurde rege als Wallfahrtskirche frequentiert. Zwischen 1692 und 1694 kam es zu einer Erweiterung mit dreiseitigem Umgang über profilierten Holzstützen, damals erhielt die Kapelle ihren heutigen Zuschnitt. 1738 wurde eine Kaplanei zur Kapelle gestiftet. Im Jahr 1900 erfolgte eine neogotische Umgestaltung.
2012 wurde die Loretokapelle umfangreich saniert.

## Architektur und Ausstattung
In der Mitte der Saalkirche steht über dem Altar die von einem Strahlenkranz umgebene, 140 Zentimeter hohe Madonnenfigur. Ihre reichverzierten Gewänder sollen von der Gräfin Johanna von Monfort selbst angefertigt worden sein. Ein eisernes Gitter mit zwei Türen trennt, ähnlich einer Ikonostase, den heiligsten Bezirk vom Gebetsraum. Auf dem Gitter sind die Wappen derer von Montfort und Waldburg-Wolfegg. Die Decke ist nach dem Vorbild des Heiligen Hauses in Nazareth rundgewölbt. In dem Raum herrscht ein mystisches Dunkel, denn nur von der Empore her dringen ein paar Lichtstrahlen in das Innere. Im Laufe von vier Jahrhunderten wurde die Kapelle immer wieder renoviert. Die letzte Erneuerung fand 2012 statt, dabei wurde über dem Dachwerk aus der Bauzeit ein neuer Dachstuhl errichtet. Außen ist die Kapelle von einem überdachten Umgang eingesäumt. Ein Dachreiter macht auf den sakralen Bau aufmerksam.